# 德吉措姆
德吉措姆（藏語：བདེ་སྐྱིད་མཚོ་མོ་，威利转写：bde skyid mtsho mo，1947年11月—），女，藏族，西藏拉萨人，中华人民共和国政治人物，曾任中共西藏自治区党委常委，西藏自治区政协副主席。